# Lucille Teasdale-Corti
Lucille Teasdale-Corti (Montreal, 30 de enero de 1929 - Besana in Brianza, 1 de agosto de 1996) fue una médica y misionera canadiense naturalizada italiana, que trabajó en un hospital de Uganda durante casi toda su vida.

Lucille se destaca como el mas célebre ejemplo de dedicación a la medicina desarrollada con heroísmo hasta el final tan doloroso de su camino
Rita Levi-Montalcini

## Biografía
Nació en Montreal, como cuarta de siete hijos.
Nunca tuvo una buena relación con su madre por causa del estado de depresión de esta.
Estudió en un colegio de monjas (el Pensionnat Du Saint Nom de Marie ), y ya desde entonces cultivó el propósito de intentar la carrera médica ya que a la escuela encontró unos misioneros recién regresados de China. 
Lucille Teasdale frecuentó la Facultad de Medicina de la Universidad de Montreal y se graduó, además, en una época en que las mujeres que llegaban a iniciar una carrera de médico eran muy pocas.

## Piero Corti
Una vez graduada, comenzó a trabajar al Hospital Sainte Justine pour les Enfants de Montreal, e inició el curso para conseguir la especialización en cirugía siempre en el Sainte Justine donde conoció el médico italiano Piero Corti, que en ese mismo instituto seguía su curso de especialización en Radiología y Anestesia. Pronto los dos iniciaron una relación y antes de volver en Milán, Piero Corti pidió a Lucille si deseaba pasar el año al exterior obligatório para terminar la especialización junto con él en un hospital en Uganda. Lucille Teasdale en un primer tiempo rechazó la oferta y dejó que Piero Corti partiera para Milán, sucesivamente, durante los preparativos para trasladarse a los Estados Unidos cambió de opinión y decidió unirse a él y el primero de mayo de 1961 los dos aterrizaron en Entebbe, entonces ciudad capital de Uganda, para desplazarse a Lacor, un pueblo colocado a 11 km de Gulu en el territorio de la tribu Acoli.
Aquí Lucille Teasdale y Piero Corti se casaron el 5 de diciembre de 1961 y pasaron el resto de su vida y siempre en Lacor, el 17 de noviembre de 1962, nació su hija Dominique Corti.

## Médico en Uganda
Durante los primeros años en Uganda, Lucille Teasdale tuvo que trabajar casi en solitud por 12 horas por día. Su actividad se centraba sobre todo en darle ayuda y sustento a madres e hijos y por esa razón tuvo que enfrentarse a enfermedades como la disentería, muy frecuente puesto que el agua a disposición de la gente no era potable y col Ebino (palabra Acoli que significa "el que viene") enfermedad debida a una infección causada por el hecho de que cuando a los niños le crecían los dientes y se hinchaban las encías, las madres acudían al curandero local que utilizaba clavos o herramientas parecidas para incidir los tejidos de la boca lo que generaba infecciones y septicemias graves hasta letales.
Sucesivamente, al estallar la guerra civil en Uganda, Lucille se convirtió en médico de guerra y cuidó heridos de ambas partes que llegaban de todo el país y a menudo eran soldados muy jóvenes, los mismos que pocos años antes ella vio nacer en su hospital.

## Últimos años de vida
Durante una de sus frecuentes intervenciones quirúrgicas Lucille contrayó el vírus del SIDA, a pesar de eso siguió trabajando siete horas por día. Cuando la enfermedad entró en la fase aguda, Lucille volvió a Italia.
En el mes de abril de 1991, fue nombrada miembro honorario del Royal College of Physicians and Surgeons of Canada en Ottawa. Recibió además un Premio de Excelencia por el Centro Internacional por la Causa Africana de Montreal, y una carta enviada por las Naciones Unidas que la homenajeaba por ...su identificación con el sufrimiento de las personas subdesarrolladas... su trabajo en Uganda es la prueba de que los enfermos de SIDA pueden tener una vida rica y activa....
Después de 11 años de combate, Lucille falleció el 1 de agosto de 1996, en Besana in Brianza, cerca de Milán, donde decidió pasar en tranqulidad sus últimos meses de vida, según su biógrafo Michel Arseneault.